# Harry Weber (Fotograf)
Harry Weber (* 13. August 1921 in Klosterneuburg; † 10. April 2007 in Wien) war ein österreichischer Fotograf.

## Leben
Harry Weber war jüdischer Abstammung. Nach Volksschule und Gymnasium besuchte er 1937 bis 1938 die Schneiderakademie in der Michaelbeuerngasse. Er musste 1938 nach Palästina emigrieren und kämpfte im Zweiten Weltkrieg in der Jüdischen Brigade für die britische Armee. 1946 kehrte er nach Österreich zurück.
1947 lernt er in Salzburg Marianne, eine Fotolaborantin kennen. Die beiden heirateten 1952 und übersiedelten wieder nach Wien. Ab 1952 arbeitete er für den Stern, von 1959 bis 1984 war er dessen Cheffotograf und seit 1967 auch Cheffotograf des Verlages Gruner und Jahr, der neben dem Stern auch Schöner wohnen, Brigitte und Eltern herausgibt. Besondere Bekanntheit erlangten seine Bilder vom ungarischen Volksaufstand 1956.
Nebenbei war er als Theaterfotograf tätig, beispielsweise für die Salzburger Festspiele. Er veröffentlichte auch mehrere Fotobände, z. B. Wien bei Nacht, Wien – Gesichter einer Stadt, Salzburg im Licht, Die Wiener Philharmoniker und Jerusalem und stellte seine Bilder in mehreren internationalen Fotoausstellungen aus.

Weber starb im Alter von 85 Jahren an einer Herzkrankheit, er ist auf dem Wiener Zentralfriedhof, 1. Tor, begraben.

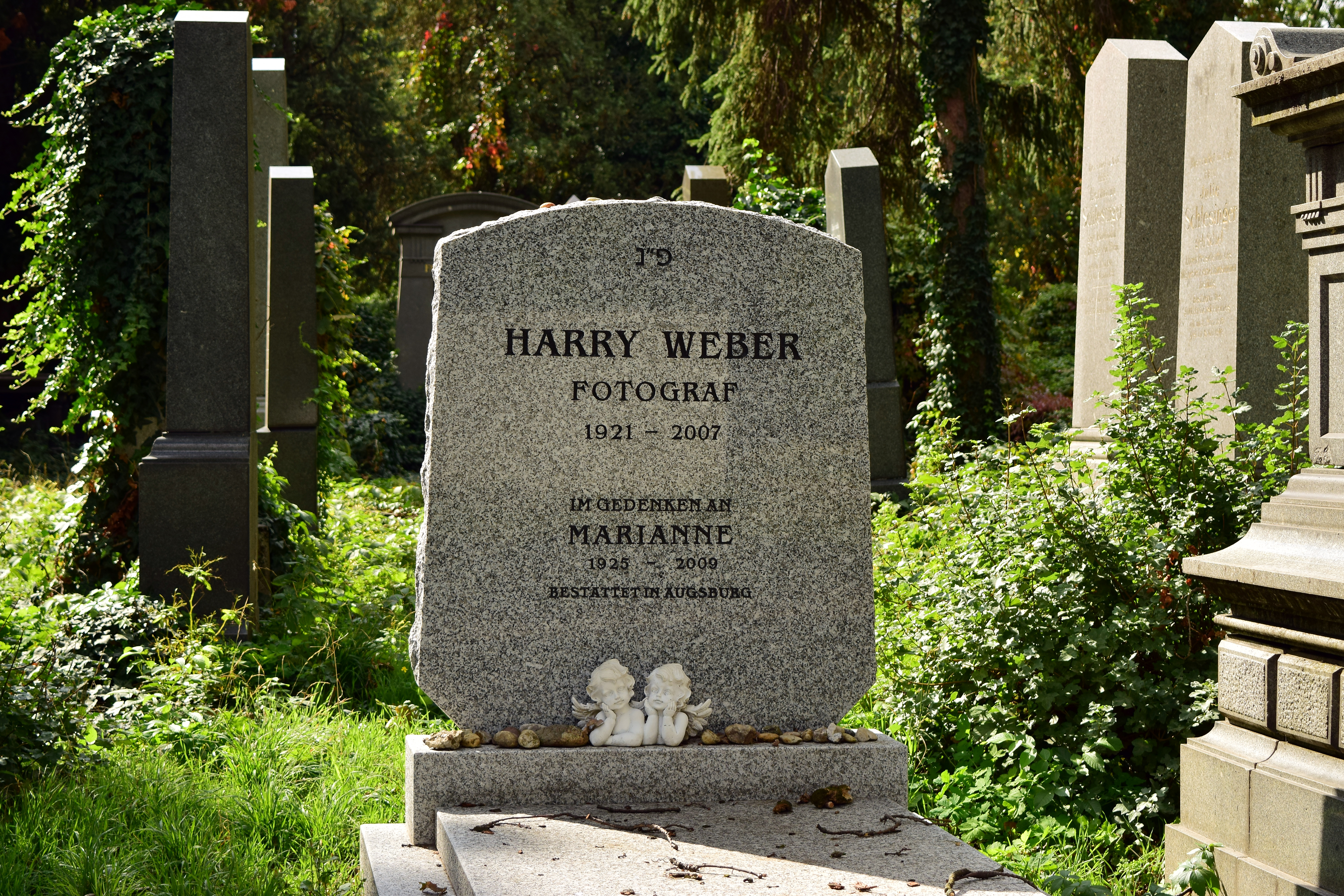
Harry Webers Grab auf dem Wiener Zentralfriedhof

Seine gesamten Fotos – mit Ausnahme des späten Wien-Blocks – wurden bereits zu seinen Lebzeiten vom Bildarchiv der Österreichischen Nationalbibliothek übernommen.

## Auszeichnungen
- 1994 Dr.-Karl-Renner-Publizistikpreis
- Goldenes Verdienstkreuz des Landes Salzburg
- Goldenes Verdienstzeichen der Republik Österreich
- 2002 Staatspreis für künstlerische Fotografie
- 2002 Berufstitel Professor